# ANAクラウンプラザホテル金沢
ANAクラウンプラザホテル金沢（エーエヌエークラウンプラザホテルかなざわ、ANA CROWNE PLAZA HOTEL KANAZAWA）は、石川県金沢市にあるIHG・ANA・ホテルズグループジャパンが運営するホテル。

## 概要
1990年（平成2年）に開業した、旧金沢全日空ホテルである。
2007年（平成19年）に全日空グループから所有と経営がモルガン・スタンレーに譲渡され、リブランドされた。
所有と経営を行うホライズン・ホテルズはモルガン・スタンレーにより設立されたが、2015年（平成27年）7月に星野リゾートグループにその株式が譲渡することが発表された。同年11月2日は、ホテル不動産はホライズン・ホテルズより星野リゾート・リート投資法人に6,609百万円で譲渡された。